# مودگان
مودگان، روستایی از توابع بخش مرکزی شهرستان فومن در استان گیلان ایران است. این روستا دو شهید بزرگوار به نام های شهید محرمعلی پورهمدم و علی اکبر خداپرست را در خود پرورانده است و دارای مردمی خون گرم و مهمان نواز است

## جمعیت
این روستا در دهستان گشت قرار دارد و براساس سرشماری مرکز آمار ایران در سال ۱۳۸۵، جمعیت آن ۳۸۱ نفر (۱۰۵خانوار) بوده‌است.